# West Street Building
Das West Street Building, offiziell 90 West Street, kurz 90 West, ist ein denkmalgeschütztes Apartmenthochhaus in der Metropole New York City, USA. Das in Lower Manhattan im Financial District gelegene Gebäude wurde vom Architekten Cass Gilbert geplant und 1907 fertiggestellt. Als Bürogebäude im neugotischen Stil erbaut, ist es seit 2005 ein luxuriös ausgestattetes Apartmentgebäude.

## Beschreibung
90 West Street befindet sich an der West Street südlich des neuen World Trade Centers und wird von der Cedar Street und dem Liberty Park im Norden und der Albany Street im Süden begrenzt. Es teilt sich das Grundstück mit der 130 Cedar Street (World Center Hotel), die im Osten an die Washington Street grenzt.
90 West Street besitzt 23 Stockwerke, ist 99 Meter hoch und hat eine dreiteilige Gebäudestruktur. Das an einem Stahlskelett hochgezogene U-förmige Gebäude besitzt einen dreistöckigen mit Granit verkleideten Sockel, bei dem über dem zweiten und dritten Geschoss jeweils ein umlaufendes Gesims angebracht ist. Das dritte Geschoss bildet hierbei den Übergang zum Mittelteil, der von der vierten Etage bis zur 16. Etage reicht und eine beigefarbene Terrakottafassade besitzt. Die 16. Etage ist, hervorgehoben durch zwei weitere Gesimse, ein Übergangsgeschoss zum vierstöckigen neugotisch reich verzierten Aufsatz als Krone, der die Etagen 17 bis 20 umfasst. Die 17. bis 19. Etage sind als dreigeschossiger Arkadengang konzipiert. Die Fenstergruppierungen im 20. Stock werden von Greifen-Figuren getrennt. Die obersten drei Stockwerke bestehen aus einem kupferverkleideten Mansarddach, das Dachgauben mit kleinen Balkonen im 21. Stock und Dachgauben in der 22. und 23. Etage besitzt. Die Fassade wird durch rote, grüne, blaue und goldene Fliesen hervorgehoben. Das Dach des vom Architekten César Pelli entworfenen gegenüberliegenden Büroturms 200 Liberty Street ist eine kontextbezogene Hommage an das Mansardendach von 90 West.
Die 90 West Street wurde 1905–1907 als Bürogebäude mit dem Namen West Street Building erbaut. Das „The Garret Restaurant“ in den obersten Stockwerken des Gebäudes galt zu diesem Zeitpunkt als das höchstgelegene Restaurant in einem Gebäude in der Welt. Das West Street Building war bis zum Bau des World Trade Centers eines der höchsten Gebäude am Ufer des Hudson Rivers in Lower Manhattan und man hatte vor der 1980 begonnenen Errichtung von Battery Park City freie Sicht auf den Fluss. In den folgenden Jahrzehnten gab es mehrere Besitzerwechsel. Im Jahr 1998 wurde das West Street Building von der New York City Landmarks Preservation Commission zur Landmark erklärt und in das National Register of Historic Places (Nr. 1984) eingetragen. 2000 wurde eine umfassende Renovierungsarbeit genehmigt, jedoch geriet es im Jahr 2001, beim Terroranschlag vom 11. September auf das benachbarte World Trade Center, in Brand und wurde stark beschädigt.
Nach seiner Restaurierung und Renovierung wurde es im Jahr 2005 unter dem neuen offiziellen Namen „90 West Street“ als luxuriöses Apartmentgebäude mit Portier, Lounge, Gemeinschaftsräumen, privat nutzbaren Speiseraum, begrünten Außenterrassen, Fitnesscenter und bewachter Garage wiedereröffnet.

## Ansichten

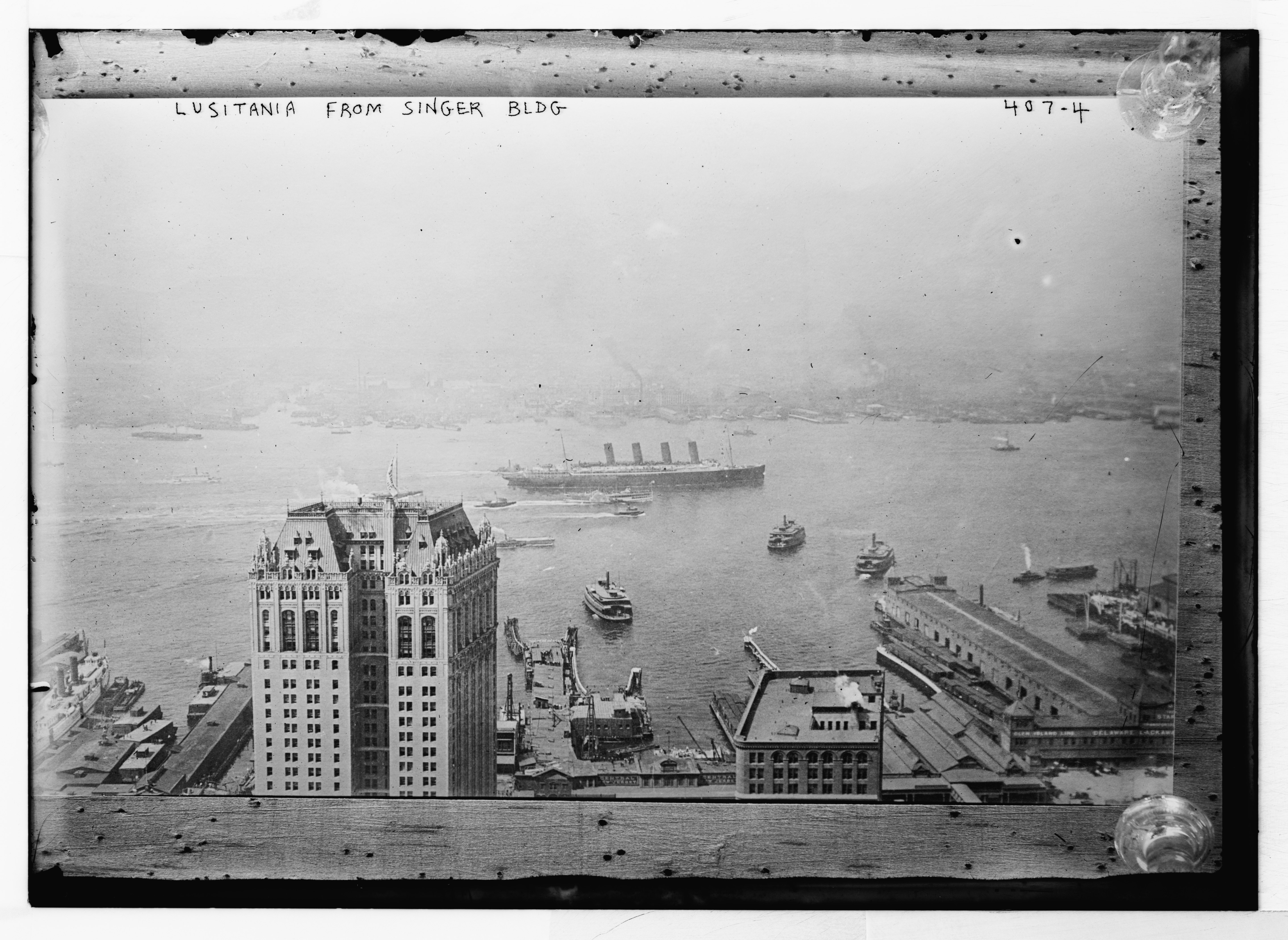
Gesehen vom Singer Building 1908, Hudson River mit Passagierschiff Lusitania
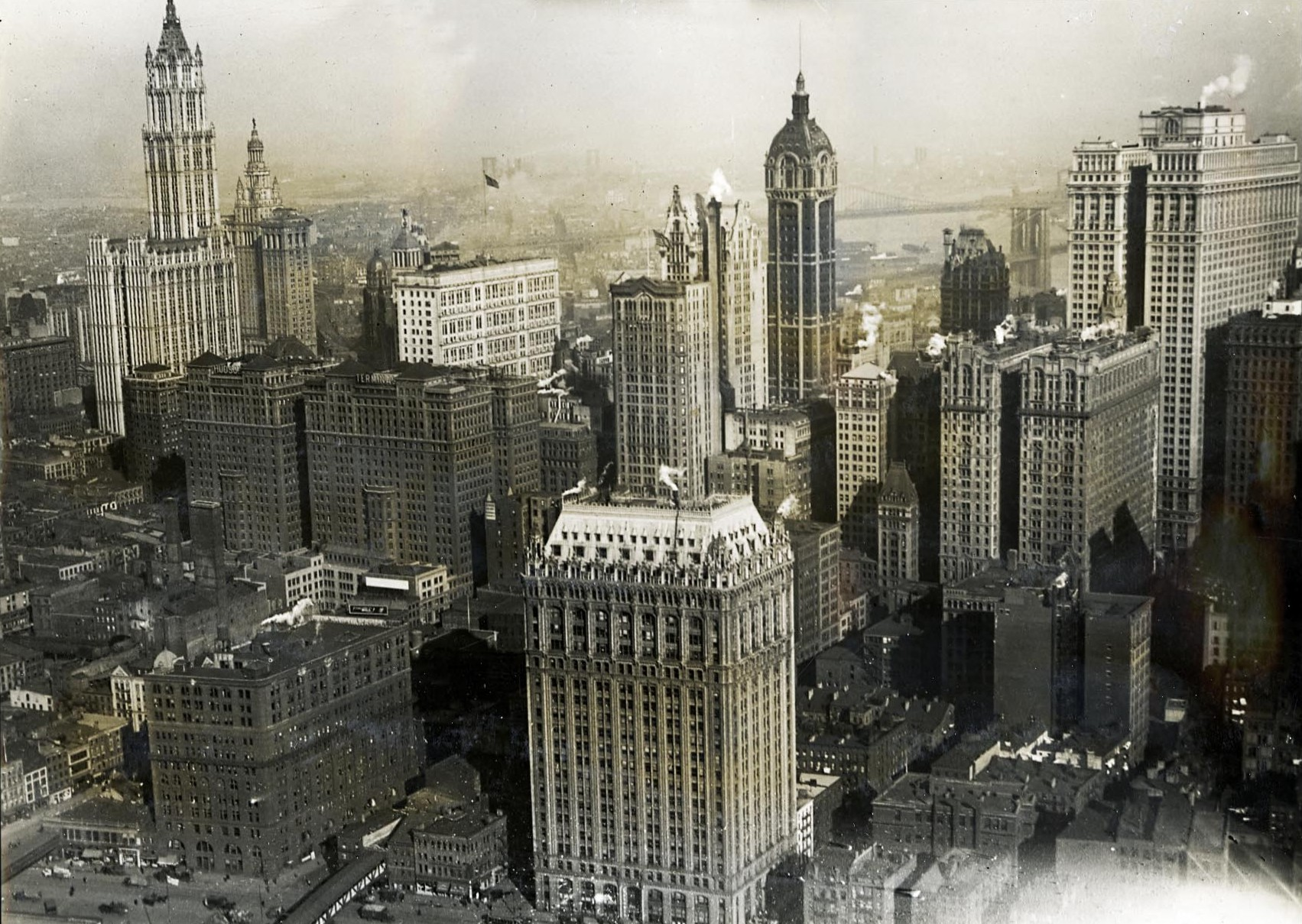
Im Vordergrund 1919, dahinter Singer Building, links das spätere Viertel Radio Row
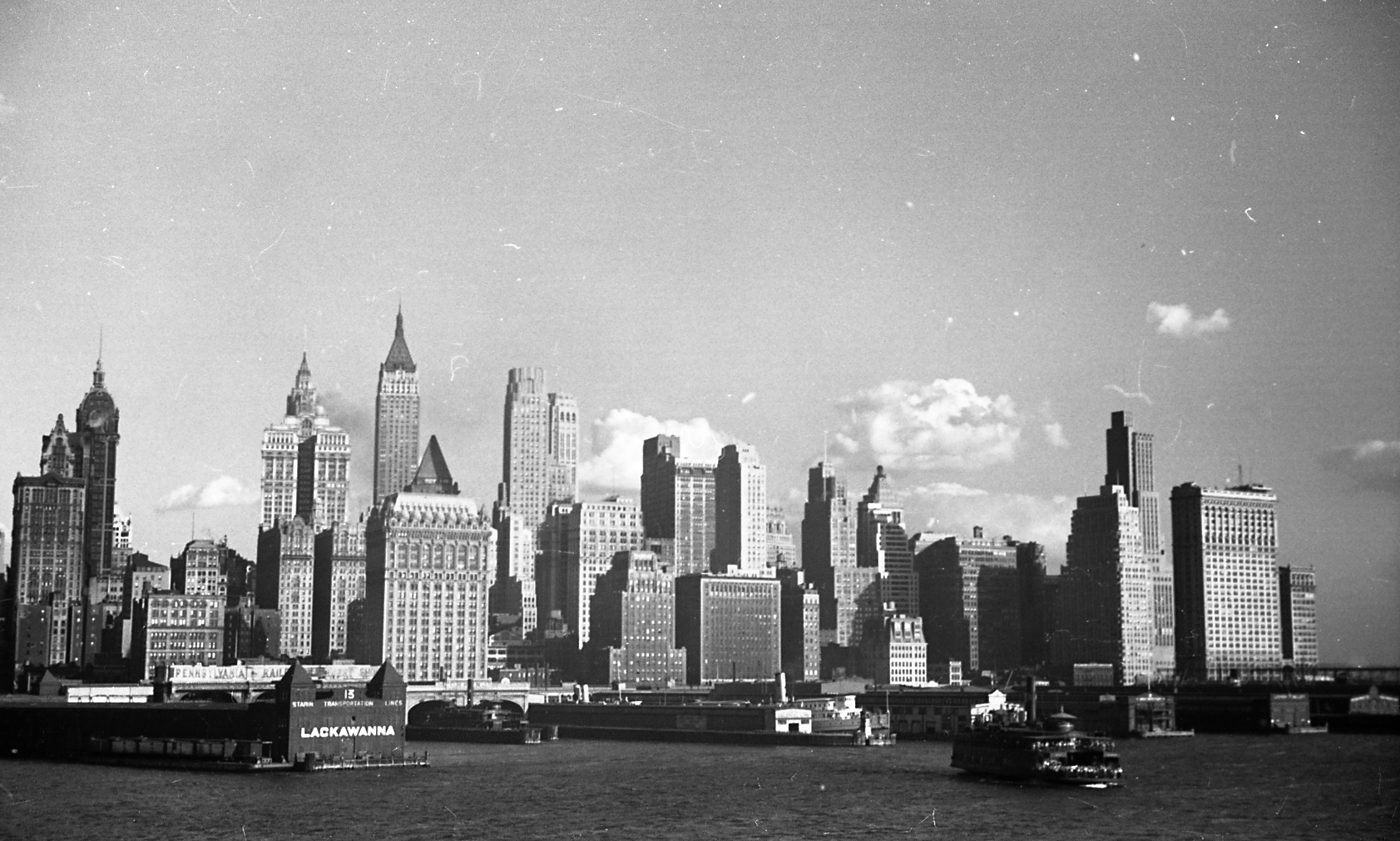
1938 hinter Schiffsanlegern von Queen Mary aus gesehen, dahinter 40 Wall Street
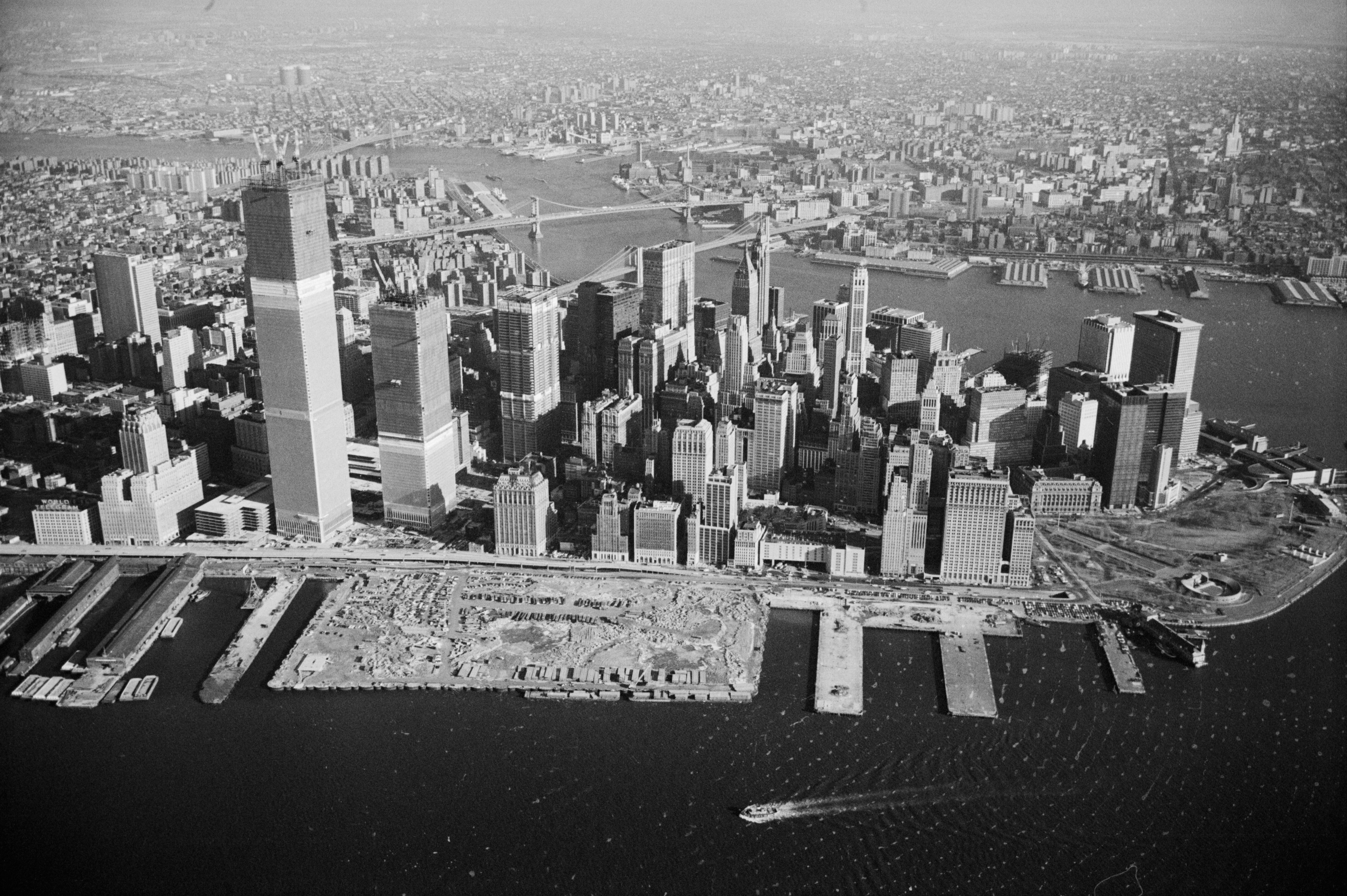
1971 mittig neben WTC-Baustelle, vorne Landaufschüttung für Battery Park City
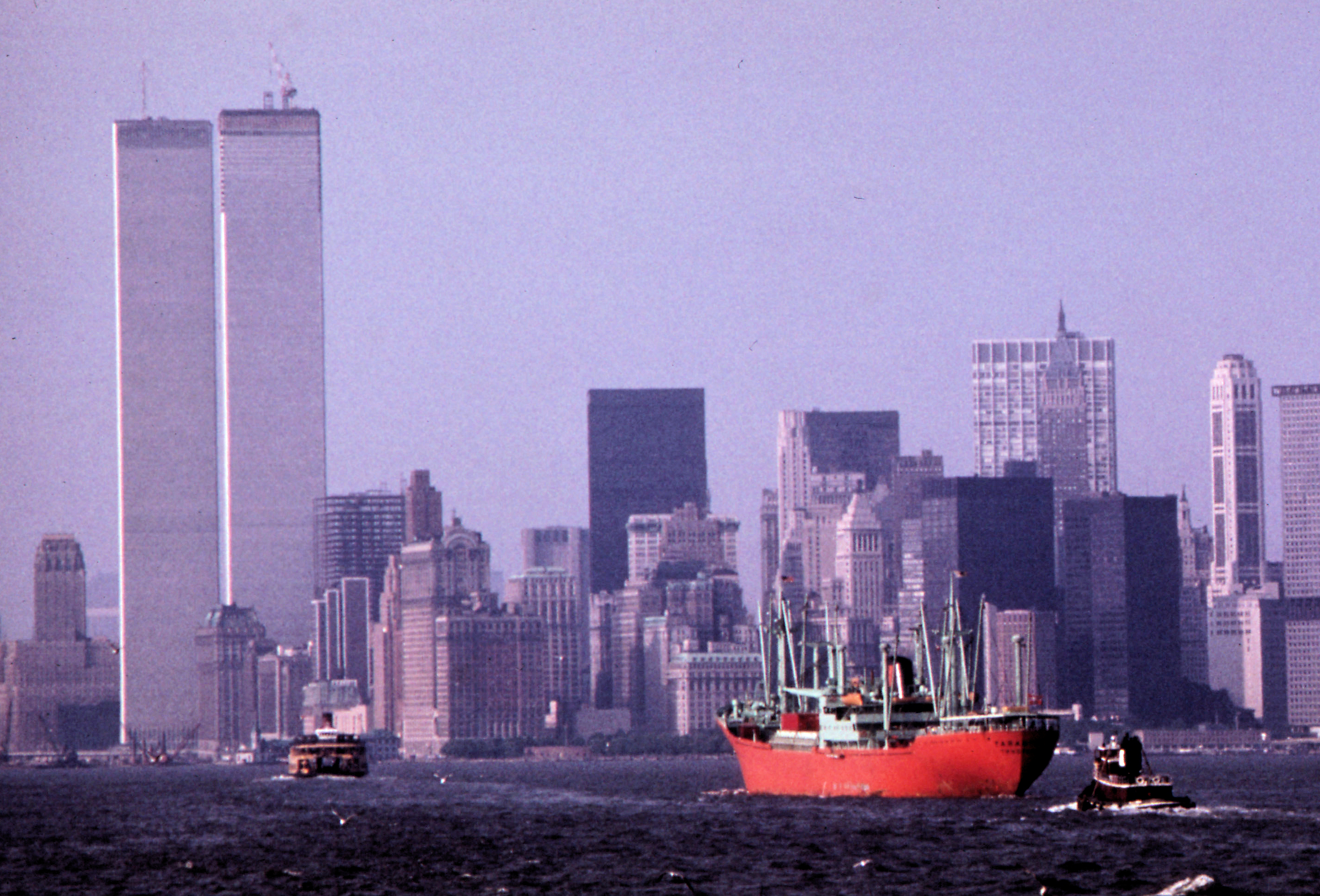
1973 überragt von beiden Türmen des WTC
Vor 2001 mit WTC und Marriott World Trade Center
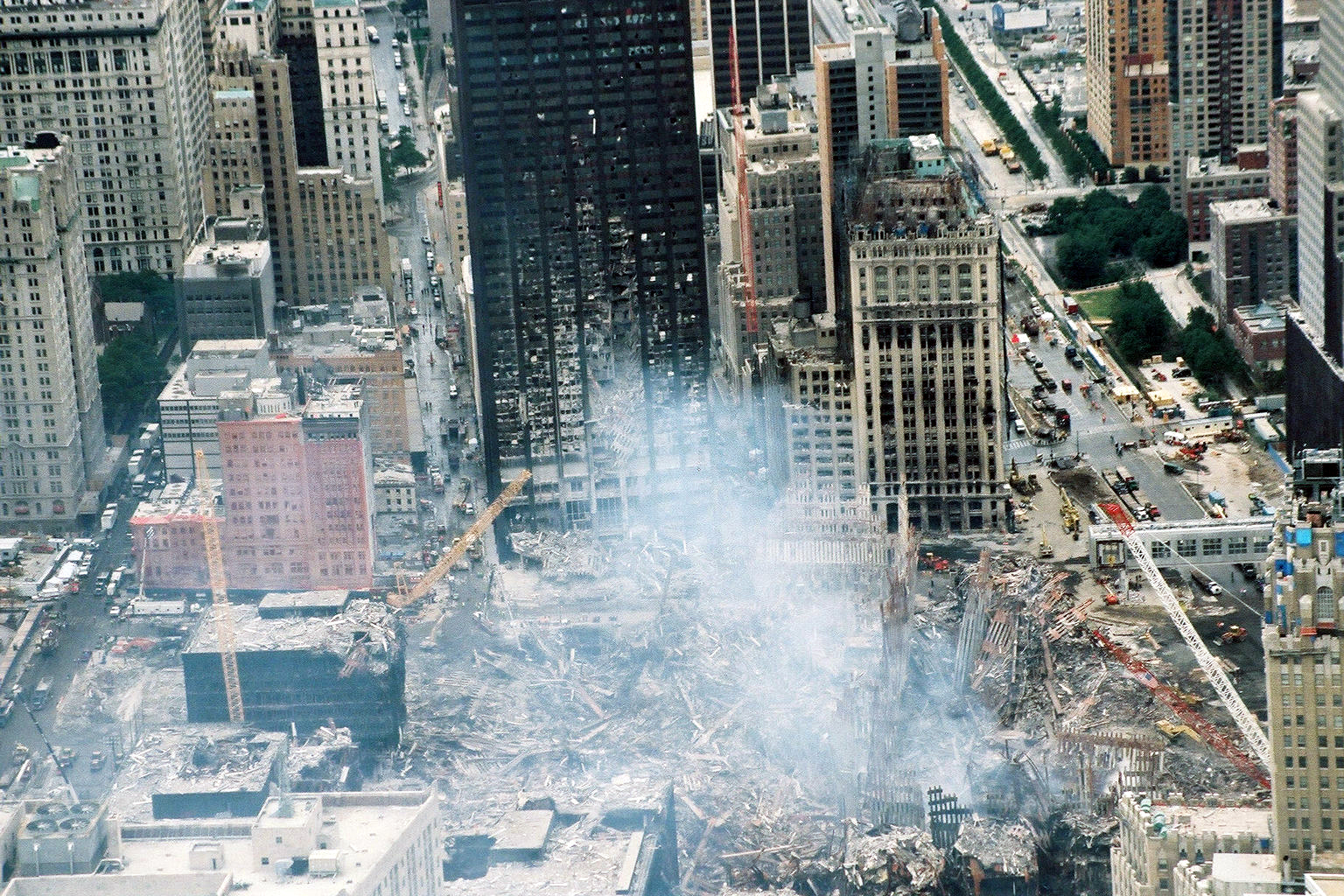
Brand- und Trümmerschäden, benachbart 130 Liberty Street, September 2001
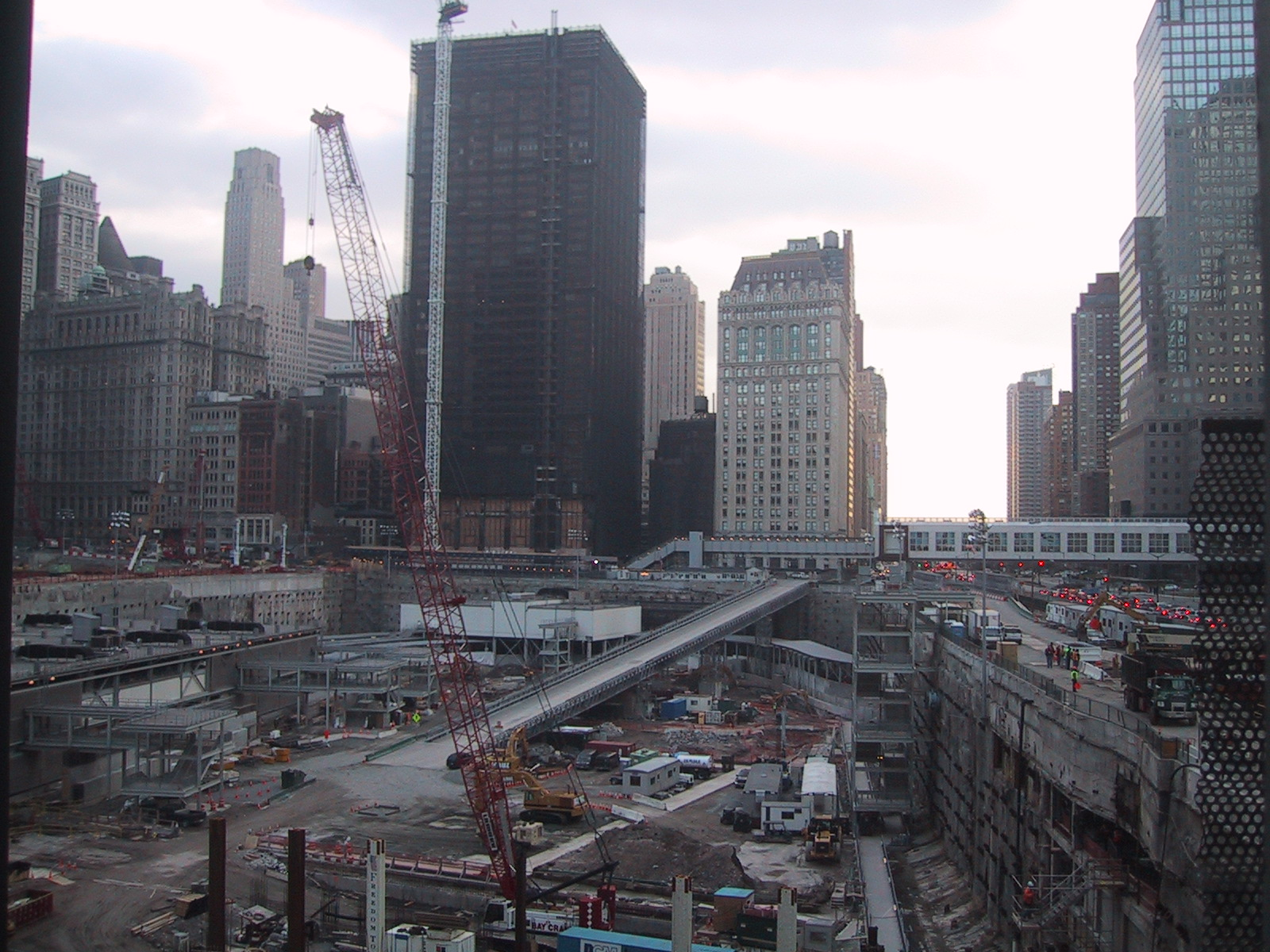
Nach Renovierung, World Trade Center Site 2007
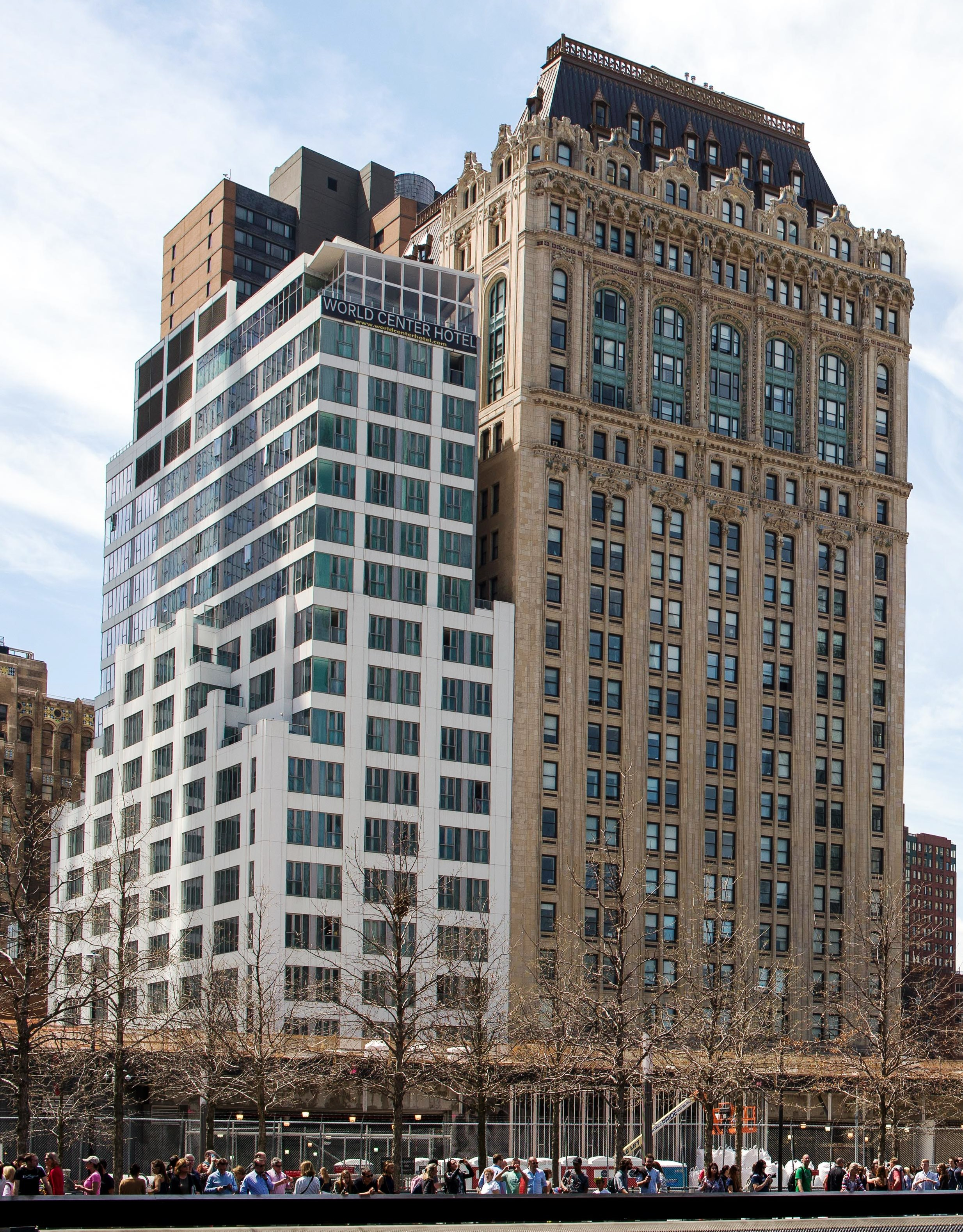
Mit World Center Hotel 2015
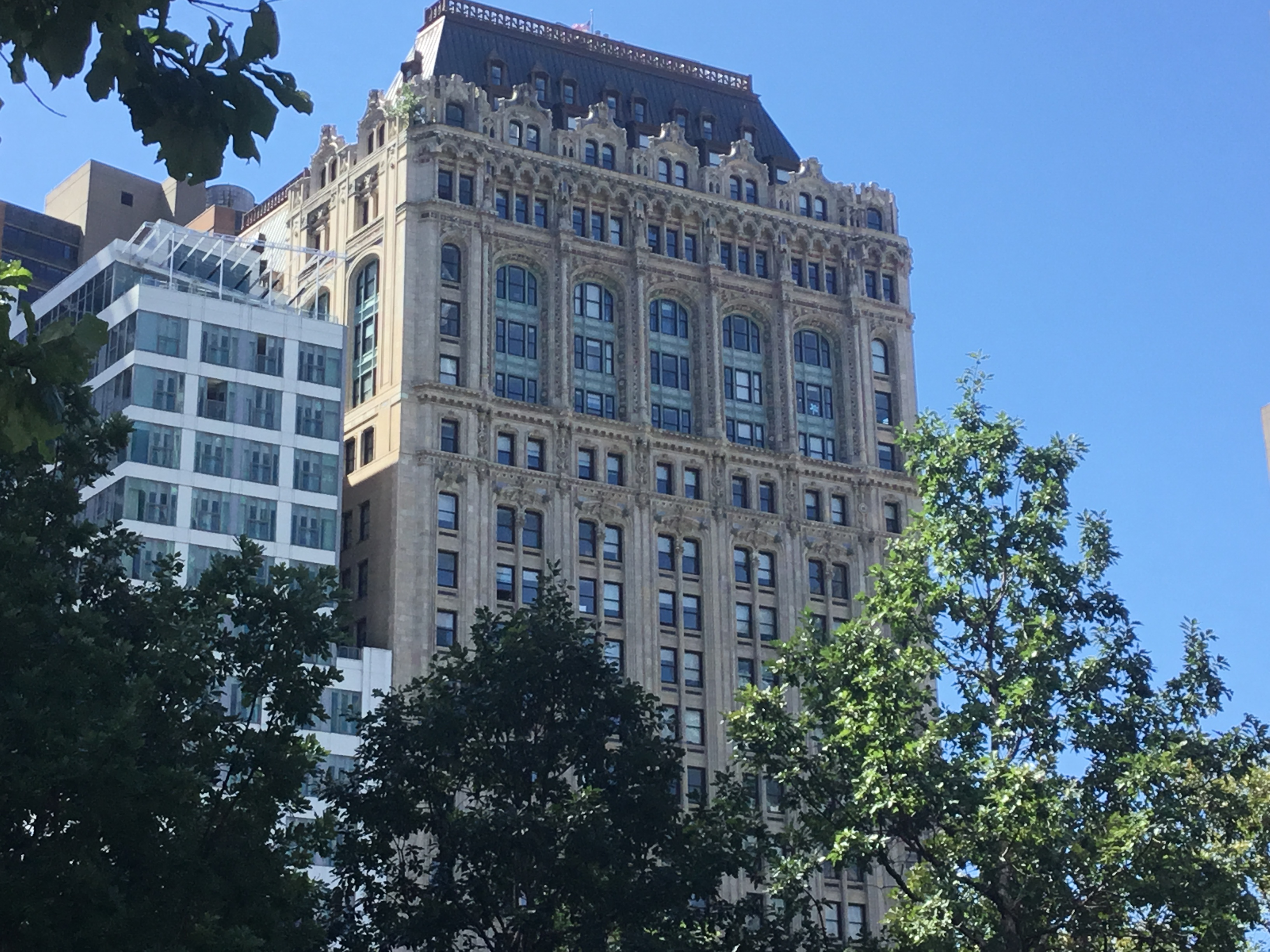
Blick von Gedenkstätte National September 11 Memorial and Museum im September 2021
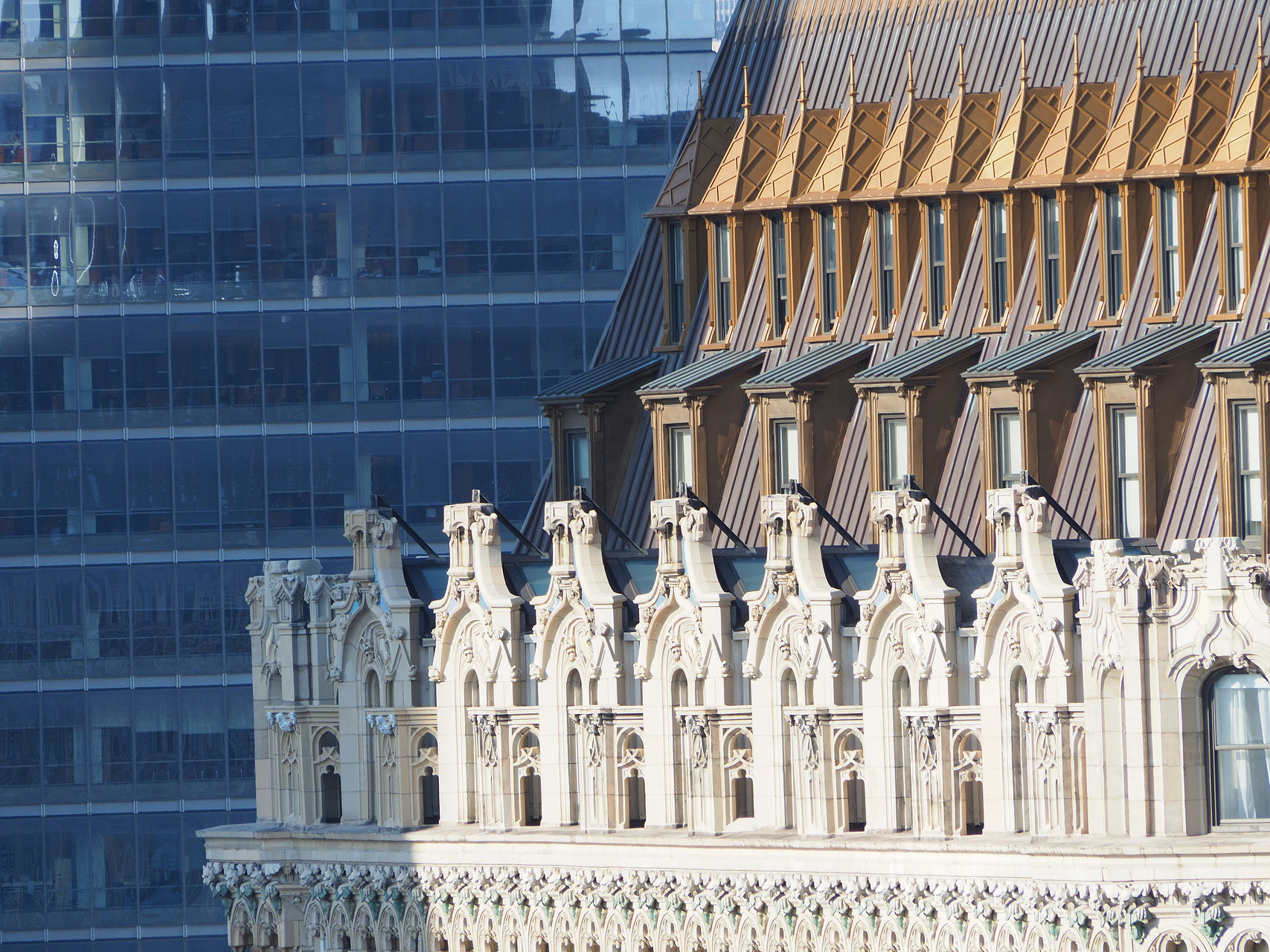
Etagen 21 bis 23
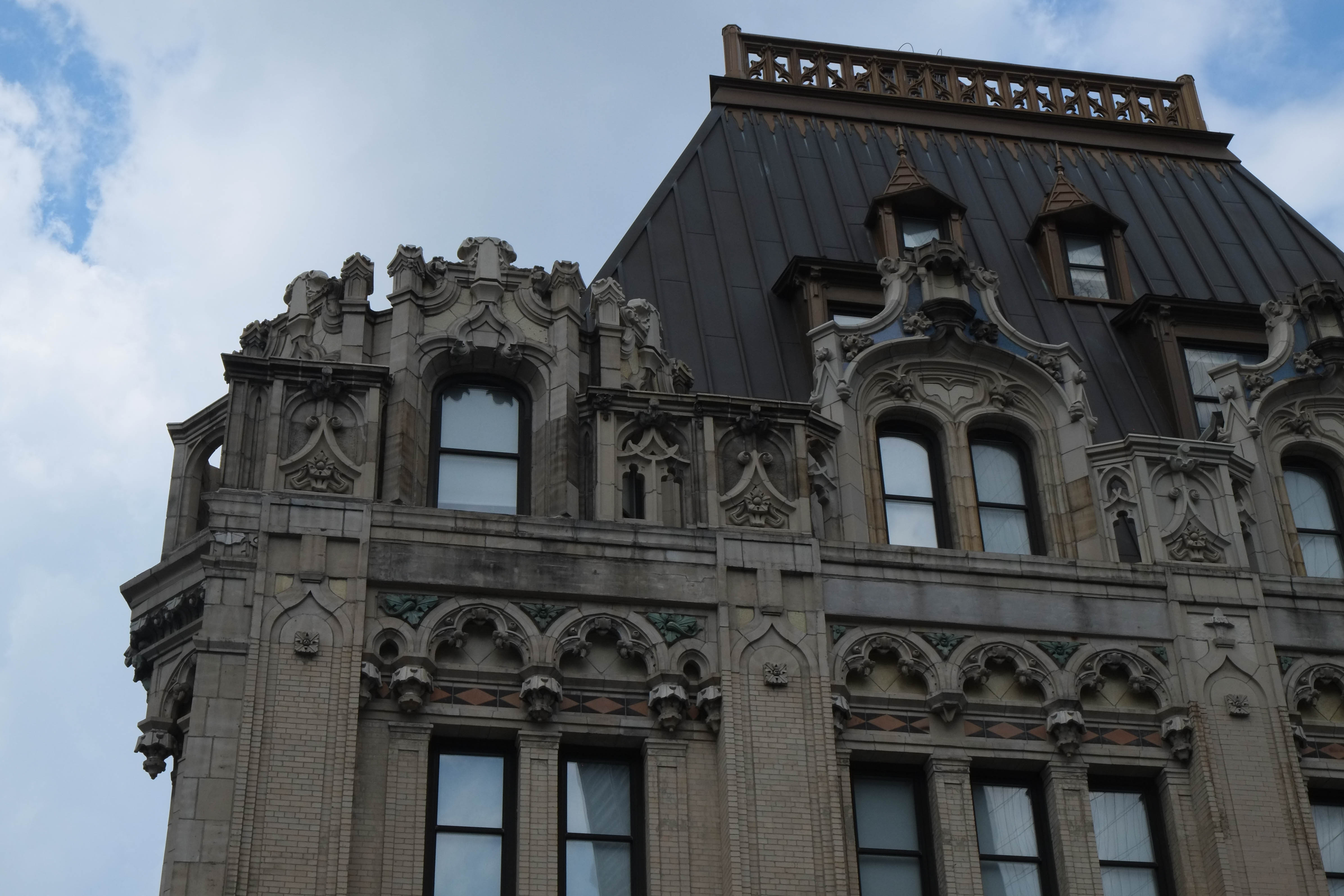
Neugotische Details